# Cambridge
Cambridge (/'keɪm.bɹɪdʒ/) este un oraș universitar din Regatul Unit, centrul administrativ al comitatului Cambridgeshire în regiunea East din Anglia. Este situat la 80 km nord-nord-est de Londra într-o zonă rurală. Are o populație de peste 110.000 locuitori din care peste 22.000 sunt studenți.
Orașul este în principal cunoscut pentru Universitatea Cambridge, cea de a doua ca vechime din Regatul Unit, după cea din Oxford. Universitatea Cambridge a luat naștere în secolul al XIII-lea, sub forma unor școli religioase situate pe lângă mănăstiri franciscane și dominicane. În 1290, Papa Nicolae al IV-lea a recunoscut statutul universitar al orașului Cambridge, după ce universitatea a ieșit de sub tutela mănăstirilor. La Universitatea Cambridge au predat mari personalități ale culturii și științei universale: Erasmus din Rotterdam care a predat aici latina și greaca, Isaac Newton care a devenit în 1669 profesor de matematică și de fizică. 
Clima este temperat-oceanică cu temperaturi medii multianuale de + 4 grade în ianuarie și + 16 grade în iulie.

## Istoric

### Preistorie
În jurul regiunii Cambridge au existat colonii  încă dinaintea Imperiului Roman. Cea mai solidă dovadă a existenței coloniilor sunt ruinele unei ferme de 3500 de ani descoperite pe terenul Colegiului Fitzwilliam. Mai există și alte dovezi arheologice datând din Epoca Fierului, un trib belgic avându-și așezarea în Castle Hill în secolul I î.Hr.

### Începutul Universității
În 1209, studenții, dorind să scape de orășenii ostili din Oxford, au evadat în Cambridge și acolo au format o universitate. Cel mai vechi colegiu care încă mai există, Colegiul Peterhouse, a fost înființat în 1284. Una dintre cele mai cunoscute clădiri din Cambridge, King's College Chapel, a început să fie construita în 1446 la porunca regelui Henric al VI-lea al Angliei. Proiectul a fost încheiat în 1515 în timpul domniei regelui Henric al VIII-lea al Angliei. 
Cambridge University Press, editura Universității Cambridge, a luat naștere în anul 1534 cu o licență de tipărit. Canalul de apă Hobson, primul proiect care avea scopul de a aduce apă potabilă în centrul orașului, a fost construit în 1610. Părți din el mai sunt vizibile și în prezent. Spitalul Addenbrooke a fost înființat în 1766. Liniile ferate și Gara Cambridge au fost construite în 1845.

## Personalități născute aici
- G. A. Henty (1832 - 1902), scriitor;
- John Maynard Keynes (1883 - 1946), economist;
- Ronald Norrish (1897 - 1978), chimist, laureat Nobel;
- Syd Barrett (1946 - 2006, chitarist;
- David Gilmour (n. 1946), chitarist;
- Olivia Newton-John (1948 - 2022), cântăreață.